# Bisbat de Lo Puèi de Velai

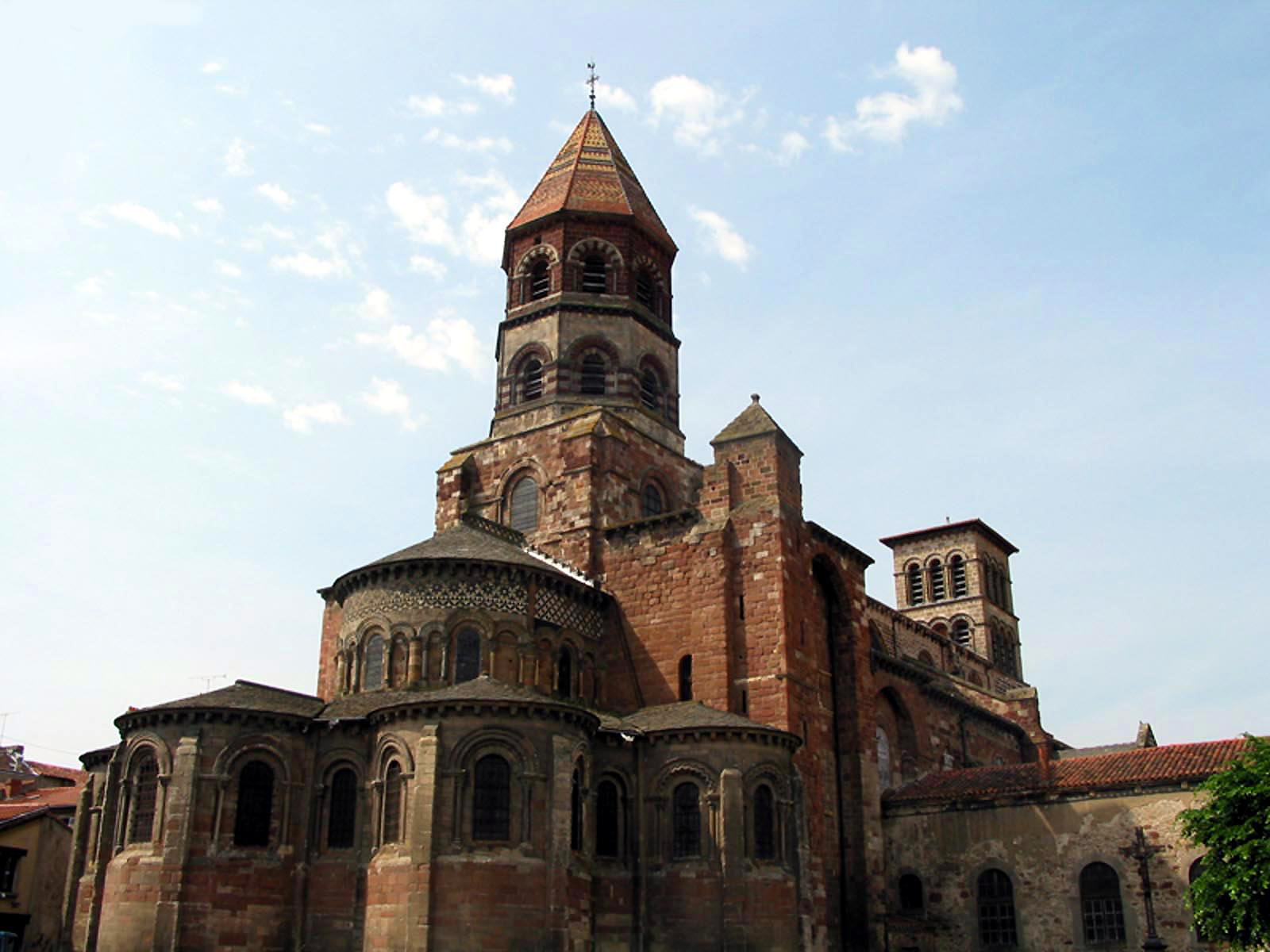
La basiíica de Sant Julià a Brioude.

El bisbat de Lo Puèi de Velai (francès: Diocèse de Le Puy-en-Velay, llatí: Dioecesis Aniciensis) és una seu de l'Església Catòlica a França, sufragània de l'arquebisbat de Clermont. Al 2013 tenia 181.700 batejats sobre una població de 231.877 habitants. Actualment està regida pel bisbe Luc Crépy, C.I.M.

## Territori
La diòcesi comprèn el departament francès de l'Alt Loira, a la regió de l'Alvèrnia.
La seu episcopal és la ciutat de Lo Puèi de Velai, on es troba la catedral de Notre-Dame du Puy. A Brioude es troba la basílica de sant Julià.
El territori s'estén sobre 5.001 km², i està dividit en 284 parròquies.

## Història
La diòcesi de Vellavi, un poble antic de la Gàl·lia Celta, ha estat testificada des del segle iv. Tradicionalment es creu que la primera seu de la diòcesi va ser la ciutat de Ruessium, avui Sant Paulian, i més tard sant Evodi (en francès Vosy) la traslladà a Anicium, avui Le Puy-en-Velay. Fundador de la comunitat cristiana seria sant Jordi, que seria seguit de Macari, Sant Marcel·lí, Hum Sant Eusebi i Sant Paulí. Les excavacions arqueològiques i estudis posteriors realitzats en el segle xx han minat la figura tradicional: en 1957 l'arqueòleg Gounot va escriure que «l'arqueologia avui en dia no pot informar de qualsevol petjada certa de l'existència d'aquests personatges (sant Jordi i els seus successors) ni tan sols d'una primera civilització cristiana o merovingia a Saint-Paulien». Segons Cubizolles, Anicium va ser la primera i única seu episcopal de Vellavi i sant Evodi va ser el seu primer bisbe.
La civitas Vallevorum, documentada per la Notitia Galliarum del segle v, depenia administrativament de Bourges, la capital de la província romana d'Aquitània prima; en conseqüència, la diòcesi pertanyia des del principi a la província eclesiàstica de l'arxidiòcesi de Bourges.
Una església catedral es va construir a finals del segle v, mentre que un segle més tard, a finals del segle vi, ja hi ha altres esglésies properes a la catedral.
Al segle viii ja hi havia una peregrinació a la Mare de Déu de Puei, que era la destinació de pelegrinatge francesa més important durant l'edat mitjana. Al segle x, l'antiga ciutat d'Anicium va canviar el seu nom per assumir el de Puy-Sainte Marie. La devoció mariana també estava lligada a la peregrinació a Santiago de Compostel·la: Puèi era una etapa en el camí francès vers Santiago.
Al voltant de l'any 1000, el papa Silvestre II va fer que la diòcesi de Lo Puèi quedés immediatament subjecta a la Santa Seu. El papa Lleó IX va confirmar el privilegi d'exempció de la jurisdicció metropolitana, afegint-li l'ús del pal·li.
El 955, l'emperador Lotari IV va confirmar al bisbe Godescalc el privilegi, concedit a Adalard en 923, per administrar justícia, encunyar moneda i gestionar el mercat. El 1134 el poder temporal dels bisbes va ser ampliat per Lluís el Gros per tota la ciutat de Puèi. El 20 de juliol de 1165, el papa Alexandre III va confirmar la sobirania dels bisbes a la ciutat episcopal i en tota una sèrie de castells, esglésies i monestirs a Velay, al Vivarais i Alvèrnia.
El 1265 Guiu Folc, dit el Gros, que havia estat bisbe de Lo Puèi de 1257 a 1259, va ser elegit papa. Va triar el nom de Climent IV.
El 25 de març de 1407, any de la festa de l'Anunciació va coincidir amb el Divendres Sant, el que va augmentar els temors sobre el fi del món. Va marcar el començament de la festa anual de la Mare de Déu del Puèi, que des de llavors es repeteix cada 25 de març.
A la primera meitat del segle xvii el territori diocesà es va convertir en un lloc per a l'activitat missionera i catequètica de sant Joan Francesc Régis. El 1652, el bisbe Henri Cauchon de Maupas du Tour hi va fundar el seminari diocesà, del qual va confiar la direcció als pares de sant Sulpici.
En vigílies de la Revolució francesa, la diòcesi tenia 137 parròquies, dividides en tres arxiprestats: Monistrol, Sant Paulian i Solignac.
D'acord amb el concordat, amb la butlla Qui Christi Domini de Pius VII del 29 de novembre de 1801, la diòcesi va ser suprimida i el seu territori va ser incorporat en la diòcesi de Saint-Flour.
Al juny de 1817 es va signar un nou concordat entre la Santa Seu i el govern francès, seguit el 27 de juliol per la butlla Commissa divinitus, amb el qual el papa va restaurar la seu de Lo Puèi. Jean-Pierre de Gallien de Chabons en va ser nomenat bisbe. No obstant això, atès que el concordat no va entrar en vigor en ser ratificat pel Parlament de París, el nomenament de Chabons no va tenir efecte.
El 6 d'octubre de 1822 en virtut de la butlla Paternae charitatis el mateix Pius VII va restablir la diòcesi sobre l'antic territori, al qual es va afegir el districte de Brioude que abans de la revolució formava part de la diòcesi de Sant-Flour. Va tornar a ser sufragània de l'arxidiòcesi de Bourges.
El 1861 el jesuïta Henri Ramière va fundar la revista Missatger del Sagrat Cor a través del qual promogué la propagació de l'apostolat de l'oració, creat pel seu germà François-Xavier Gautrelet.
El 8 de desembre de 2002, amb la reorganització de les circumscripcions diocesanes franceses, va passar a formar part de la província eclesiàstica de l'arxidiòcesi de Clermont.

## Cronologia episcopal
El catàleg més antic dels bisbes del Puèi està contingut en un sacramentari del segle x i esmenta només cinc bisbes: Evodio, Aurelio, Suacro, Scutario i Ermentario. Hi ha molt pocs bisbes documentats històricament durant els primers nou segles de la història de la diòcesi; la tradició litúrgica recupera molts altres, per als quals, tanmateix, no hi ha proves històriques.
- Sant Evodio (Vosy) †[6]
- Sant Siagrio †[7]
- Sant Scutario †[8]
- Armentario †[9]
- Sant Benigno †
- Sant Faustino †[10]
- Sant Giorgio †[11]
- Sant Marcellino †[12]
- Sant Aurelio † (citat el 590)[13]
- Sant Agrevio †[14]
- Basilio †[15]
- Sant Odo (Eudes) †[16]
- Dulcidio †[17]
- Dructan † (mencionat a l'època de Lluís el Pietós)[18]
- Hardouin † (abans del 860 - després del 866)
- Guy I † (abans del 875 - després del 877)
- Norbert † (finals del segle ix)
- Adalard † (citat el 919)
- Hector †[19]
- Gotescalc † (abans del 936 - 1 de desembre de 962 mort)
- Bégon †[20]
- Pierre ? †[21]
- Guy II d'Anjou † (975 - després del 993)
  - Étienne de Gévaudan † (vers 995 - 998 deposat) (bisbe il·legítim)
- Théotard † (23 de novembre de 998[22] - 21 de juliol de 1001 ? mort)[23]
- Frédol d'Anduze † (vers 1004 - 3 d'octubre de 1028 o 1029 mort)
- Étienne de Mercoeur † (1029 - 1053 mort)
- Pierre de Mercoeur † (1053 - 13 de juliol de 1073 mort)
  - Étienne de Polignac (o d'Auvergne) † (1073 - 1075 deposat) (bisbe intrús)[24]
  - Sede vacante (1073-1082)
- Adhémar de Monteil † (1082 - 1 d'agost de 1098 mort)
  - Sede vacante (1098-1102)
- Pons de Tournon † (1102 - 24 de gener de 1112 mort)
- Pons de Montboissier † (1112 - 20 d'abril de 1128 mort)
- Humbert d'Albon † (1128 - 17 d'octubre de 1144 mort)[25]
- Pierre III † (1 de maig de 1145 - 30 d'agost de 1156 mort)
- Pons III † (citat el 1158)
- Pierre de Solignac † (1159 - 1189 renuncià)[26]
  - Sede vacante (1189-1192)
- Aymar † (1192 - 11 de febrer de 1195 ?[27] mort)
- Odilon de Mercoeur † (1197 - 1202)
- Bertrand de Chalencon † (1202 - 21 de desembre de 1213 mort)
- Robert de Mehun † (1214 - 21 de desembre de 1219 mort)
- Étienne de Chalencon † (abans d'agost de 1220 - febrer de 1231 mort)
- Bernard de Rochefort-d'Ally † (1231 - 1236)
- Bernard de Montaigu † (1236 - 23 de febrer de 1248 mort)
- Guillaume de Murat † (1248 - després del 1250)
  - Bernard de Ventadour † (19 de maig de 1254 - després de l'1 d'octubre de 1255 renuncià) (bisbe electe)
- Armand de Polignac † (14 de maig de 1256 - 17 de maig de 1257 mort)
- Guy Le Gross Foulquois † (19 d'octubre de 1257 - 10 d'octubre de 1259 nomenat arquebisbe de Narbona, posteriorment elegit papa amb el nom de Climent IV)
- Guillaume de La Roue, O.S.B. † (de juliol de 1260[28] - 9 d'abril de[29] 1282 mort)
- Guy III † (1283)[30]
- Frédol de Saint-Bonnet † (10 de juny de 1284 - 4 d'agost de 1289 mort)
- Guy de Neuville † (20 de juny de 1290 - 24 d'abril de 1296 nomenat bisbe de Saintes)
- Jean de Comines † (15 de maig de 1296 - 24 de juny de 1308 mort)
- Bernard de Castanet † (30 de juliol de 1308 - 14 d'agost de 1317 mort)
- Guillaume de Brosse † (19 d'octubre de 1317 - 14 de febrer de 1318 nomenat bisbe de Meaux)
- Durand de Saint-Pourçain, O.P. † (14 de febrer de 1318 - 13 de març de 1326 nomenat bisbe de Meaux)
- Pierre de Longeuil † (13 de març de 1326 - 6 de febrer de 1327 mort)
- Bernard Brun † (10 de febrer de 1327 - 25 de setembre de 1342 nomenat bisbe de Noyon)
- Jean Chandorat, O.S.B. † (25 de setembre de 1342 - 15 de setembre de 1356 mort)
- Jean Fabri, O.S.B. † (12 d'octubre de 1356 - 27 de febrer de 1357 nomenat bisbe de Tortosa)
- Jean du Jaurens † (27 de febrer de 1357 - octubre de 1361 mort)
- Bertrand de La Tour † (5 de novembre de 1361 - 14 de maig de 1382 mort)
  - Bertrand de Chanac † (30 de maig de 1382 - 12 de juliol de 1385 renuncià) (administrador apostòlic)
- Pierre Girard † (17 de juliol de 1385 - 17 d'octubre de 1390 renuncià)
- Gilles de Bellemère † (17 d'octubre de 1390 - 19 d'agost de 1392 nomenat bisbe d'Avinyó)
- Ythier de Martreuil † (19 d'agost de 1392 - 2 d'abril de 1395 nomenat bisbe de Poitiers)
- Pierre d'Ailly † (2 d'abril de 1395 - 15 de novembre de 1396 nomenat bisbe de Cambrai)
- Elie de Lestrange † (15 de novembre de 1396 - 17 de juliol de 1418 mort)
- Guillaume de Chalencon † (23 de setembre de 1418 - 25 de novembre de 1443 mort)
- Jean de Bourbon † (20 d'abril de 1444 - 2 de desembre de 1485 mort)
- Geoffroy de Pompadour † (15 de març de 1486 - 8 de maig de 1514 mort)
- Antoine de Chabannes † (1 de setembre de 1514 - setembre de 1535 mort)
  - Agostino Trivulzio † (15 de setembre de 1535 - 18 d'octubre de 1535 renuncià) (administrador apostòlic)
- François de Sarcus † (18 d'octubre de 1535 - 1557 mort)
- Martin de Beaune † (1557 - 1561 renuncià)
- Antoine de St Néctaire, O.S.B. † (27 de juny de 1561 - 3 de novembre de 1593 mort)
  - Sede vacante (1593-1597)
- Jacques de Serres † (18 d'agost de 1597 - 28 de gener de 1621 mort)
- Just de Serres, O.S.B. † (28 de gener de 1621 - 28 d'agost de 1641 mort)
- Henri Cauchon de Maupas du Tour † (22 de juny de 1643 - 31 de març de 1664 nomenat bisbe d'Évreux)
- Armand de Béthune † (22 d'abril de 1665 - 10 de desembre de 1703 mort)
- Claude de la Roche-Aymon † (28 d'abril de 1704 - juliol de 1720 mort)
- Godefroid-Maurice de Conflans † (16 de juny de 1721 - 14 de març de 1725 mort)
- François-Charles de Béringhen d'Armainvilliers † (20 de febrer de 1726 - 17 d'octubre de 1742 mort)
- Jean-Georges Lefranc de Pompignan † (15 de juliol de 1743 - 14 d'abril de 1774 renuncià)
- Marie-Joseph de Galard de Terraube † (6 de juny de 1774 - 8 d'octubre de 1804 mort)[31]
  - Seu suprimida (1801-1822)
  - Jean-Pierre de Gallien de Chabons † (1 d'octubre de 1817 - 27 de setembre de 1822 nomenat bisbe d'Amiens) (bisbe electe)
- Louis-Jacques-Maurice de Bonald † (10 de març de 1823 - 27 d'abril de 1940 nomenat arquebisbe de Lió)
- Pierre-Marie-Joseph Darcimoles † (13 de juliol de 1840 - 12 d'abril de 1847 nomenat arquebisbe d'Ais)
- Joseph-Auguste-Victorin de Morlhon † (12 d'abril de 1847 - 5 d'octubre de 1862 mort)
- Pierre-Marc Le Breton † (28 de setembre de 1863 - 20 de maig de 1886 mort)
- Marie-Joseph-Jean-Baptiste-André-Clément-Fulbert Petit † (26 de maig de 1887 - 18 de maig de 1894 nomenat arquebisbe de Besançon)
- Constant-Ludovic-Marie Guillois † (18 de maig de 1894 - 31 de maig de 1907 jubilat)
- Thomas-François Boutry † (5 de juny de 1907 - 20 de març de 1925 mort)
- Norbert-Georges-Pierre Rousseau † (15 de maig de 1925 - 2 d'octubre de 1939 mort)
- Joseph-Marie-Eugène Martin † (6 de febrer de 1940 - 11 d'octubre de 1948 nomenat arquebisbe de Rouen)
- Joseph-Marie-Jean-Baptiste Chappe † (6 d'abril de 1949 - 12 d'octubre de 1960 mort)
- Jean-Pierre-Georges Dozolme † (12 d'octubre de 1960 - 2 de març de 1978 renuncià)
- Louis Pierre Joseph Cornet (2 de març de 1978 - 31 de juliol de 1987 nomenat bisbe de Meaux)
- Henri Marie Raoul Brincard, C.R.S.V. † (8 d'agost de 1988 - 14 de novembre de 2014 mort)
- Luc Crépy, C.I.M., dal 12 de febrer de 2015

## Estadístiques
A finals del 2013, la diòcesi tenia 181.700 batejats sobre una població de 231.877 persones, equivalent al 78,4% del total.
| any  | població | població | població | sacerdots | sacerdots       | sacerdots       | sacerdots             | diaques | religiosos | religiosos | parròquies |
| ---- | -------- | -------- | -------- | --------- | --------------- | --------------- | --------------------- | ------- | ---------- | ---------- | ---------- |
| any  | batejats | total    | %        | total     | clergat secular | clergat regular | batejats por sacerdot | diaques | homes      | dones      |            |
| 1950 | 220.000  | 228.076  | 96,5     | 483       | 457             | 26              | 455                   |         | 370        | 1.571      | 280        |
| 1970 | 201.735  | 208.337  | 96,8     | 411       | 402             | 9               | 490                   |         | 186        | 1.325      | 277        |
| 1980 | 199.000  | 207.700  | 95,8     | 367       | 357             | 10              | 542                   |         | 159        | 1.111      | 279        |
| 1990 | 201.000  | 210.000  | 95,7     | 291       | 285             | 6               | 690                   | 3       | 110        | 894        | 284        |
| 1999 | 190.000  | 206.000  | 92,2     | 217       | 208             | 9               | 875                   | 7       | 101        | 686        | 282        |
| 2000 | 190.000  | 209.113  | 90,9     | 211       | 202             | 9               | 900                   | 8       | 93         | 661        | 282        |
| 2001 | 190.000  | 209.047  | 90,9     | 203       | 194             | 9               | 935                   | 9       | 94         | 650        | 284        |
| 2002 | 190.000  | 209.047  | 90,9     | 205       | 196             | 9               | 926                   | 9       | 93         | 620        | 284        |
| 2003 | 189.000  | 208.000  | 90,9     | 198       | 188             | 10              | 954                   | 8       | 94         | 574        | 284        |
| 2004 | 190.000  | 209.047  | 90,9     | 191       | 182             | 9               | 994                   | 8       | 84         | 553        | 284        |
| 2013 | 181.700  | 231.877  | 78,4     | 147       | 137             | 10              | 1.236                 | 10      | 53         | 406        | 284        |